# Scott of the Antarctic
Scott of the Antarctic es una película de 1948 que narra la nefasta expedición Terra Nova de Robert Falcon Scott y su intento de ser el primero en llegar al Polo Sur en la Antártida. John Mills interpretó a Scott, con un elenco de apoyo que incluía a James Robertson Justice, Derek Bond, Kenneth More, John Gregson, Barry Letts y Christopher Lee.
Producida por Ealing Studios, la película fue dirigida por Charles Frend y rodada en gran medida en los estudios, con algunos exteriores de paisaje y glaciares filmados en los Alpes suizos y en Noruega. No se grabaron escenas reales en la Antártida. La película fue hecha en Technicolor. El guion fue escrito por Ivor Montagu, Walter Meade y la novelista Mary Hayley Bell, esposa de Mills. La película también es conocida por su banda sonora de Ralph Vaughan Williams, que luego fue convertida en su "sinfonía antártica".
La película es en gran medida fiel a los acontecimientos reales del viaje polar, con énfasis en el carácter estoico de Scott y la hostilidad del medio ambiente antártico.

## Sinopsis
El Capitán Scott recibe los hombres, pero no los fondos, para ir a una segunda expedición a la Antártida. La esposa del Dr. E. A. Wilson, a quien Scott espera reclutar, es poco entusiasta, pero Wilson acuerda ir a condición de que sea una expedición científica. Scott también visita a Fridtjof Nansen, quien insiste en que una expedición polar debe usar solo perros, no máquinas o caballos. Scott participa en una campaña de recaudación de fondos, encontrando escepticismo entre los empresarios de Liverpool, pero entusiasmo entre los escolares que financian a los perros de trineo. Con la ayuda de una subvención del gobierno finalmente logra recaudar suficiente dinero para financiar la expedición.
Después de una parada en Nueva Zelanda, el barco zarpa hacia la Antártida. Una vez allí, se establece un campamento en la costa, y un pequeño contingente de hombres, ponis y perros comienza la caminata hacia el polo. Llegan allí solo para encontrar la bandera noruega ya colocada allí y una carta de Roald Amundsen pidiéndole a Scott que se la entregue al Rey de Noruega. Muy decepcionado, el equipo de Scott comienza el largo viaje de regreso. Al llegar a las montañas que bordean la meseta polar, Wilson muestra a los hombres algunas plantas marinas y fósiles de árboles que ha encontrado, también un trozo de carbón, a satisfacción de Scott, demostrando que la Antártica debe haber sido un lugar cálido una vez y así abrir posibilidades económicas. La percepción de la falta de tales oportunidades había sido una crítica dirigida a Scott durante la recaudación de fondos. Sin embargo, Scott está cada vez más preocupado por la salud de dos de sus hombres: Evans, que tiene un corte serio en la mano, y Oates, cuyo pie está terriblemente congelado. Evans finalmente muere y queda enterrado bajo la nieve. Al darse cuenta de que su condición está ralentizando al equipo, Oates se sacrifica saliendo de la tienda en una tormenta de nieve hasta su muerte. Finalmente, a solo 11 millas de un depósito de suministros, el resto del equipo muere en su tienda de campaña después de quedar atrapado por una tormenta de nieve, mientras Scott escribe la famosa entrada "No me arrepiento de este viaje ..." en su diario.